# Nicolas Beaupré

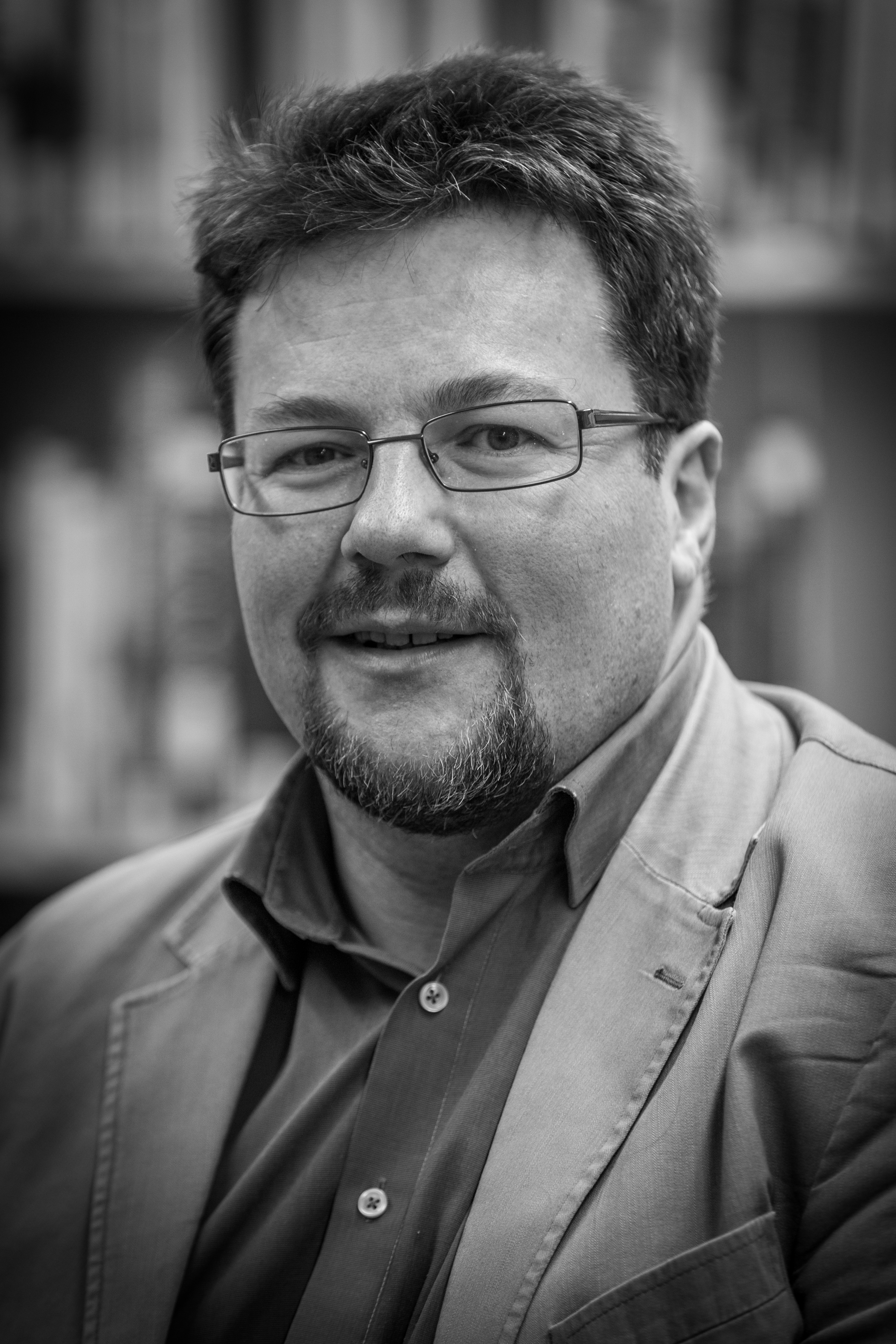
Nicolas Beaupré

Nicolas Beaupré (* 1970 in Laxou) ist ein französischer Historiker. Er hat sich auf den Ersten Weltkrieg spezialisiert.

## Leben
Beaupré studierte an den Universitäten Nancy-II, Lille und Paris–Nanterre. Er war als Doktorand und Post-Doktorand im Centre Marc Bloch in Berlin, im Centre national de la recherche scientifique und im Deutschen Historischen Institut Paris tätig. Er schloss die Universität mit dem Doktortitel der Geschichte ab. Er arbeitet als Dozent für Zeitgeschichte an der Universität Clermont–Auvergne und am Centre d’Histoire Espaces et Cultures (Zentrum für Raum- und Kulturgeschichte).

## Das Trauma des großen Krieges 1918–1933
Das Werk widmet sich den deutsch-französischen Beziehungen in der – nachträglich so titulierten – Zwischenkriegszeit bis 1933. Es ist im Rahmen einer Deutsch-Französischen Geschichte der Wissenschaftliche Buchgesellschaft als Projekt des Deutschen Historischen Instituts Paris erschienen. Beaupré gibt zunächst einen Gesamtüberblick und widmet sich in weiteren Kapiteln speziellen Fragen.
Beispielsweise seien genannt:
- Kriegstrauer als kollektives Schicksal?
- Die Hasskampagne der Schwarzen Schmach.
- Die militärische und kulturelle Demobilisierung.

Der Historiker Wolfgang Elz bescheinigt dem Buch einen hohen Wert; insbesondere der zweite Teil bestätige „das Potenzial einer solchen bilateralen Geschichtsschreibung und deren Erweiterungsfähigkeit hin zur oben angesprochenen und von den Herausgebern postulierten wirklich europäischen Geschichtsschreibung.“ Elz bemängelt allerdings das Fehlen eines „soliden Lektorats“.
Für dieses Werk hat Beaupré den Deutsch-Französischen Parlamentspreis erhalten.

## Werke (Auswahl)
- 1914–1945 L’Ère de la Guerre. 2 Bände. Éditions Agnès Viénot, Paris 2004, ISBN 2-914645-54-6.
- Le Rhin, une géohistoire. La Documentation française, Paris 2005, ISBN 330-3-331-28044-6.
- Le Traumatisme de la Grande guerre, 1918–1933. France, Presses Universitaires du Septentrion, Villeneuve d’Ascq 2012, ISBN 978-2-7574-0383-9.
  - deutsch: Das Trauma des großen Krieges, 1918–1933. übersetzt von Gaby Sonnabend. WBG Academic, Darmstadt 2009, ISBN 978-3-534-14706-9.
- La Première Guerre mondiale (1912–1923), La documentation photographique. C.n.r.s. Eds, Paris 2020, ISBN 978-2-271-13220-8.